# Cody Pickett
Cody Pickett (Caldwell, 30 giugno 1980) è un ex giocatore di football americano statunitense che ha giocato nel ruolo di quarterback nella National Football League (NFL) e nella Canadian Football League (CFL). Fu scelto nel corso del settimo giro (217º assoluto) del Draft NFL 2004 dai San Francisco 49ers. Al college giocò a football all'Università di Washington.

## Carriera professionistica
Pickett fu scelto nel settimo giro del Draft 2004 dai San Francisco 49ers. Iniziò la stagione 2005 come quarto quarterback nelle gerarchie della squadra ma si ritrovò titolare dopo che Tim Rattay e Alex Smith e Ken Dorsey si infortunarono. Pickett giocò negli special team per la maggior parte della stagione, un ruolo insolito per un quarterback. Giocò anche come safety e wide receiver durante gli allenamenti.
Pickett fu scambiato il 27 luglio 2006 con gli Houston Texans per una scelta da definire del draft 2007. Fu svincolato dalla franchigia il 1º settembre 2006 e passò la stagione 2007 come quarterback titolare dei Rhein Fire della NFL Europe.
Nel luglio 2007, Pickett firmò un contratto annuale con gli Oakland Raiders ma fu svincolato il 1º agosto. Le ultime stagioni della carriera le disputò nella CFL con Toronto Argonauts (2007-2009), Montreal Alouettes (2010) e Calgary Stampeders (2010).

## Vittorie e premi
Nessuno

## Statistiche
NFL
| Yard passate      | 195  |
| Touchdown         | 0    |
| Intercetti subiti | 4    |
| Passer rating     | 16,4 |